# Na jagody

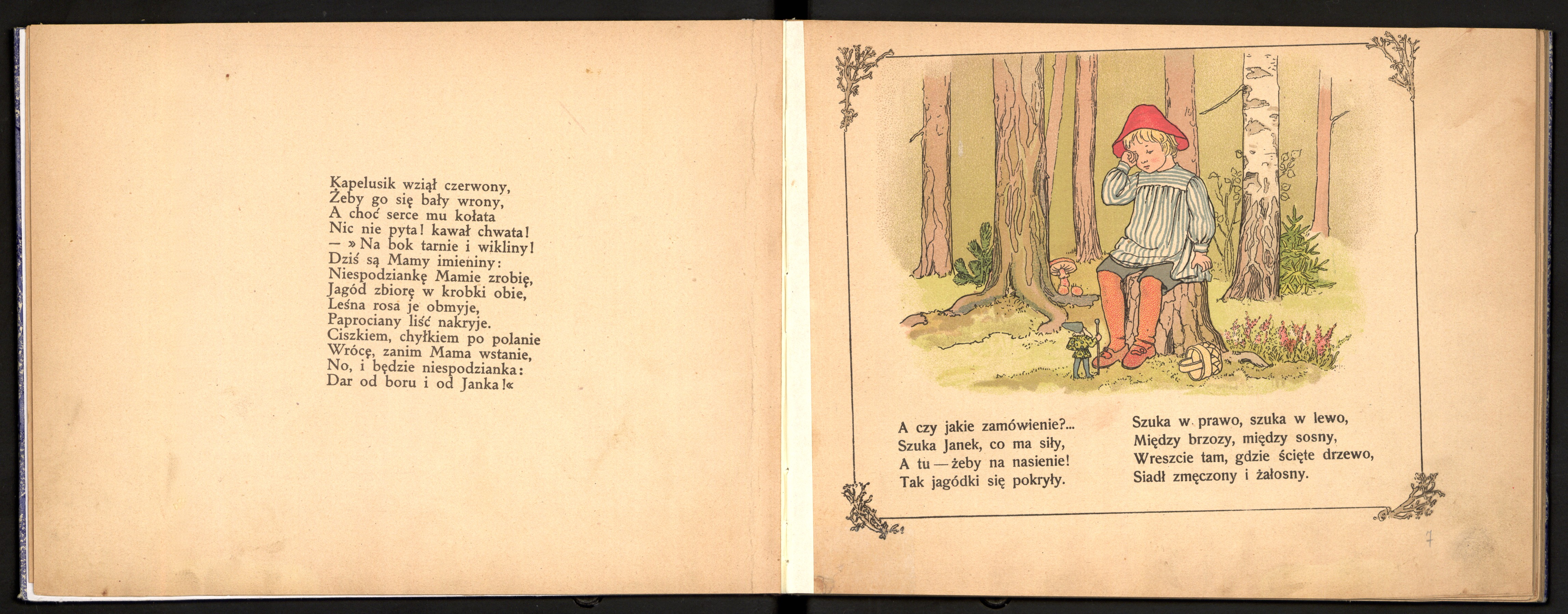
Fragment utworu

Na jagody – baśń poetycka Marii Konopnickiej, przeznaczona głównie dla dzieci. Powstała w 1903 roku.

## Plan wydarzeń
1. Opis zielonego boru nad Bugiem, pełnego cudów natury, kryjącego baśniowy świat.
2. Trudne możliwości wejścia w kniej borową.
3. Ostrzeżenie przed spotkaniem na swej drodze pająków, os oraz ślimaka.
4. Historia wyprawy do boru małego Janka:
  - a)	poranna wyprawa chłopca po jagody, mimo jego strachu;
  - b)	chęć zrobienia mamie niespodzianki z okazji jej imienin;
  - c)	bezowocne, długie poszukiwania jagód i smutek chłopca;
  - d)	spotkanie Jagodowego króla (opis postaci);
  - e)	nazbieranie przez krasnoludków dwóch krobek jagód w atmosferze śmiechu i zabawy;
  - f)	odkrywanie piękna boru przed chłopcem oraz prezentacja jagodowego królestwa;
  - g)	spotkanie pięciu panien Borówczanek;
  - h)	zniknięcie leśnych czarów i obudzenie się chłopca przy pełnych krobkach jagód;
  - i)	niespodzianka i radość mamy.

## Forma
Baśń poetycka o wyraźnie spójnej konstrukcji. Konwencja baśniowa. Liczne komentarze autorki. Pojawiają się odwołania do dawnych obyczajów szlacheckich i opisy przyrody ojczystej. Utwór składa się z partii opisowych, lirycznych wstawek oraz dramatycznych scen. „Poemacik Konopnickiej (...) mieni się bogactwem barw, błyszczy od złota i srebra, nabiera rumieńców polskiego obyczaju i tradycji, tylko nić ubogiej akcji pozostaje taka jak w skromnym i prostym opowiadaniu (...)”.

## Natura. Opis boru
Tajemnicza kraina, pełna bogactwa, kolorów, radości i uroków; z drugiej strony - trudno dostępna ludziom. Odkrywa ją mały, niewinny chłopiec, Janek, który ma wobec niej uczciwe zamiary. Szlachetność chłopca zostaje nagrodzona przez przyrodę i mieszkańców „baśni borowej”. Elementy monizmu przyrodniczego. Krajobraz jest pełen tajemnicy i czarów. Plastyczne i barwne opisy lasu oraz jego mieszkańców.

## Zainteresowanie się Marii Konopnickiej literaturą dziecięcą
„Umiem piosenki znad łąki, tak jak je nucą skowronki...”. Maria Konopnicka często w swoich pracach poruszała problematykę dziecięcą. Stworzyła dla najmłodszych czytelników wiele cennych pozycji. Jej tendencje literackie są więc zgodne z zamówieniami pedagogicznymi doby pozytywizmu - uwrażliwia dzieci na bogaty świat natury, czyniąc ich pełnoprawnymi uczestnikami życia społecznego, uczy takich wartości jak: pracowitość, uczciwość, wytrwałość, zgodne współdziałanie oraz potępienie egoizmu społecznego.